# Campogalliano
Campogalliano (Campgajàn in dialetto modenese) è un comune italiano di 8 503 abitanti della provincia di Modena in Emilia-Romagna. Fa parte dei comuni dell'Unione delle Terre d'Argine. È situato ad ovest del capoluogo provinciale, con cui confina.

## Storia

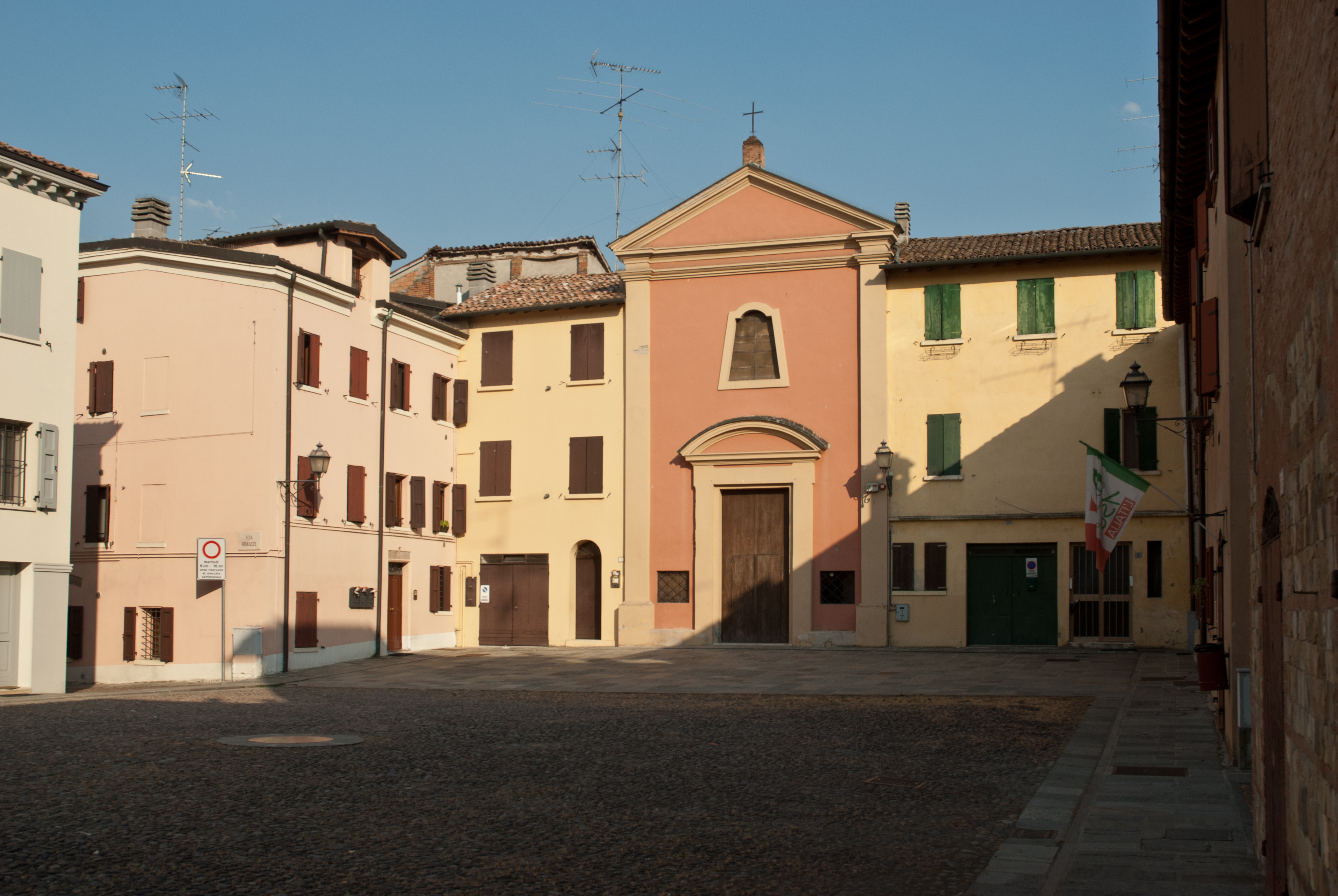
Piazza Castello con l'oratorio di San Rocco

### Fondazione
I primi insediamenti a Campogalliano risalgono alla discesa dei Galli nella Pianura Padana e il nome della località è infatti un adattamento di "Campo dei Galli". Questa popolazione si stanziò nei pressi del fiume Secchia, importante via fluviale che scorre nelle vicinanze. Dopo la sottomissione della popolazione locale celtica del territorio reggiano e modenese da parte dei romani, il territorio dei Galli Boi (tribù celtica che abitava il territorio) fu annesso alla provincia romana della Gallia Cisalpina, di cui divenne il fulcro.

### Dominazione estense
Il primo vero insediamento sotto forma di nucleo abitato si ebbe attorno al XVI secolo con la creazione del "Castrum", castello costruito per volontà del ramo cadetto degli Este di San Martino che è completamente scomparso. Il sito di questo antico castello corrisponde al parco "Le Montagnole". e la morfologia del terreno presuppone l'esistenza di una sorta di fossato, ancora visibile. Questo canale serviva principalmente a scopo difensivo ed esisteva un ponte che collegava il palazzo con il primo vero nucleo abitativo, piazza Castello. Qui fu costruito l'oratorio di San Rocco, tuttora esistente seppur sconsacrato. Nello stesso periodo venne costruita la chiesa di Sant'Orsola, patrona di Campogalliano, sopra l'area di un'antica cappella dedicata alla santa.
Campogalliano fu giurisdizione amministrata dagli Este di San Martino dal 1501 all'estinzione del Casato nel 1752.
Il 12 aprile 1753, con rogito Ferrari, i territori di San Martino in Rio e Campogalliano vennero ceduti dalla Camera Ducale d'Este alla marchesa Teresa Sfondrati, vedova dell'ultimo principe d'Este di San Martino, Carlo Filiberto II d'Este, per la durata di tre anni. Nel 1756 il contratto si rinnovò in favore della figlia Anna Ricciarda, che l'anno precedente aveva sposato il principe Alberico Barbiano di Belgiojoso. Il contratto stipulato verrà rinnovato, sempre con rogito Ferrari, nel 1758 e prolungato fino alla fine del 1767. Dopo il territorio tornò definitivamente alla Camera Ducale.

### XX secolo
Negli anni della seconda guerra mondiale la popolazione partecipò alla Resistenza ed essendo un'importante via di comunicazione tra le linee partigiane in montagna e quelle in pianura svolse un ruolo importante. Vengono ricordati i caduti negli scontri ed è stato costruito il monumento alla Resistenza, opera di Ettore de Conciliis.
Negli anni ottanta a Campogalliano fu annessa la parte del territorio oltre l'oratorio di Sant'Orsola e vennero realizzate le casse d'espansione del fiume Secchia in collaborazione con i comuni di Rubiera e Modena.
Nel 1987, su un terreno vicino all'autostrada del Brennero, fu costruito lo stabilimento Bugatti Automobili S.p.A., poi chiuso e in tempi recenti aperto alle visite con guida.

### XXI secolo
Nel 2000 iniziò la costruzione della linea ferroviaria ad alta velocità che attraversa il territorio comunale.

### Simboli
Lo stemma del Comune di Campogalliano fu approvato con regio decreto del 16 maggio 1862.
Il gonfalone, concesso con RD del 27 novembre 1933, è un drappo di azzurro.

## Monumenti e luoghi d'interesse
- Chiesa parrocchiale di Sant'Orsola
- Fabbrica Bugatti Automobili S.p.a.
- Laghi Curiel, riserva naturale di Campogalliano.
- Santuario Beata Vergine della Sassola – Campogalliano (Modena)
- Museo della Bilancia

## Cultura
- Scuola elementare "Guglielmo Marconi", biblioteca da Romano Botti e Margherita Marzi Anglani (1976).

### Musei
Il museo della bilancia è un museo tecnologico-industriale che espone numerosi oggetti di misurazione e ripercorre la storia di Campogalliano quale "città della bilancia", in cui si producono tali strumenti fin dal 1860.

### Biblioteche
Campogalliano è sede della Biblioteca Enigmistica Italiana, fondata da Giuseppe Panini; la biblioteca è dedicata all'Enigmistica e riservata ai soci iscritti.

## Società

### Evoluzione demografica
Abitanti censiti

### Etnie e minoranze straniere
Al 31 dicembre 2022 la popolazione straniera era di 935 persone, pari al 10,37% della popolazione.

## Economia
Dal 1860 Campogalliano è conosciuta nel mondo per la fabbricazione della bilancia.
Nel 1949 nacque la COOP Bilanciai.

## Infrastrutture e trasporti
Le principali vie di comunicazioni che attraversano Campogalliano sono:
- Autostrada A1 (Italia) - Milano-Roma-Napoli
- Autostrada A22 (Italia) - Brennero-Modena

## Amministrazione
| Periodo        | Periodo        | Primo cittadino | Partito                                | Carica  | Note   |
| -------------- | -------------- | --------------- | -------------------------------------- | ------- | ------ |
| 23 aprile 1995 | 11 giugno 2004 | Giorgio Baroni  | sinistra                               | Sindaco | [ 13 ] |
| 12 giugno 2004 | 25 maggio 2014 | Stefania Zanni  | lista civica Insieme per Campogalliano | Sindaco | [ 13 ] |
| 26 maggio 2014 | 9 giugno 2024  | Paola Guerzoni  | centro-sinistra                        | Sindaco | [ 14 ] |
| 9 giugno 2024  | in carica      | Daniela Tebasti | centro-sinistra                        | Sindaco | [ 13 ] |

## Sport
Dal 1984 esiste la "Polisportiva Campogalliano", ampliata e rinnovata negli ultimi anni anche grazie alla ristrutturazione dello stadio. Essa è impegnata su molti fronti nello sport a livello provinciale e nazionale, soprattutto nel calcio dove il Campogalliano milita in Seconda Categoria.
Nel 2012 nasce la "Virtus Campogalliano Calcio", impegnata nello sport del calcio e nel calcio a 7. Nata da un gruppo tutto locale, di dirigenti e giocatori, che in passato hanno militato nella polisportiva presente in paese. Promossa in Seconda Categoria, vincendo il proprio campionato alla prima stagione.